# Otuyo
Otuyo ist eine Ortschaft im Departamento Potosí im südamerikanischen Anden-Staat Bolivien.

## Lage im Nahraum
Otuyo ist zentraler Ort des Kanton Otuyo im Municipio Betanzos in der Provinz Cornelio Saavedra. Der Ort liegt auf einer Höhe von 2941 m an einem Nebenfluss des Río Mataca, der knapp 20 Kilometer unterhalb von Otuyo in den Río Pilcomayo fließt.

## Geographie
Otuyo liegt zwischen dem bolivianischen Altiplano im Westen und der Cordillera Central im Osten. Das Klima der Region ist ein typisches Tageszeitenklima, bei dem die mittleren Temperaturschwankungen im Tagesverlauf stärker ausfallen als im Jahresverlauf.
Die Jahresdurchschnittstemperatur in der Region beträgt etwa 17 °C (siehe Klimadiagramm Betanzos), die Monatswerte schwanken nur unwesentlich zwischen 14 °C im Juni/Juli und 19 °C von November bis Januar. Die jährliche Niederschlagsmenge liegt bei knapp 500 mm, die Monate Mai bis September sind arid mit Monatswerten unter 15 mm, nur im Januar wird ein Niederschlag von 100 mm erreicht.

## Verkehrsnetz
Otuyo liegt in einer Entfernung von 80 Straßenkilometern östlich von Potosí, der Hauptstadt des Departamentos.
Wenige Kilometer östlich an Otuyo vorbei führt die überregionale Nationalstraße Ruta 5, welche die entlang der Cordillera Oriental nord-südlich verlaufende Ruta 7 bei La Palizada verlässt und in südwestlicher Richtung bis zur chilenischen Grenze führt. Die Ruta 5 passiert die Städte Aiquile, Sucre und Yotala, überquert den Río Pilcomayo und erreicht nach insgesamt 407 Kilometern die Stadt Betanzos. Von hier aus führt sie über Potosí, Ticatica, Pulacayo und Uyuni auf weiteren 491 Kilometern nach Chile.
Vierundvierzig Kilometer östlich von Betanzos zweigt von der Ruta 5 eine unbefestigte Landstraße nach Westen hin ab, die nach fünf Kilometern die Ortschaft Otuyo erreicht und von dort weiter nach Potobamba führt.

## Bevölkerung
Die Einwohnerzahl der Ortschaft ist in den vergangenen beiden Jahrzehnten um etwa ein Drittel zurückgegangen:
| Jahr | Einwohner | Quelle       |
| ---- | --------- | ------------ |
| 1992 | 230       | Volkszählung |
| 2001 | 222       | Volkszählung |
| 2012 | 144       | Volkszählung |
| 2024 |           | Volkszählung |